# Лехциер, Виталий Леонидович
Вита́лий Леони́дович Лехциер (род. 24 июля 1970, Ташауз) — российский поэт, философ. Профессор Самарского университета.

## Творческая биография
Окончил филологический факультет Самарского государственного университета в 1993 году. Защитил кандидатскую диссертацию «Феноменология художественного (трансцендентальные основания художественного опыта)» в 1998 году, а в 2007 году — докторскую диссертацию «Переходность как философская проблема: феноменологический анализ опыта „пере“».
Автор более 100 научных статей, опубликованных в изданиях «Логос», «Новое литературное обозрение», «Вопросы философии», «Социология власти», «Социологический журнал» и др. С 2013 года — член совета Ассоциации медицинских антропологов России.
Стихи публиковались в столичных и региональных поэтических антологиях, журналах «Волга», «Воздух», «Дети Ра», «TextOnly» и др. Участник ряда международных и российских поэтических фестивалей. Лауреат 1 Всероссийского фестиваля современной поэзии (Кострома-93).
Член жюри литературной премии "Поэзия" (2021). Куратор региональных литературных семинаров и чтений «Антропология поэтического опыта» (2012—2013). Соредактор электронного литературно-художественного журнала «Цирк-Олимп+TV».
Лауреат Премии Андрея Белого в номинации «Литературные проекты и критика» (2019).

## Научные монографии
- Введение в феноменологию художественного опыта (2000)
- Знак: игра и сущность (2002) (в соавторстве)
- Феноменология «пере»: Введение в экзистенциальную аналитику переходности (2007)
- Ничто и порядок. Самарские семинары по современной французской философии: Коллективная монография. (2014). (в соавторстве)[7]
- Болезнь: опыт, нарратив, надежда. Очерк социальных и гуманитарных исследований медицины. Вильнюс: Logvino literatūros namai, 2018. — 312 с. — (Conditio humana)[8]
- Поэзия и её иное: философские и литературно-критические тексты. — Екатеринбург; Москва: Кабинетный учёный, 2020.[9]

## Поэтические сборники
- Обратное плавание (Самара, 1995)
- Раздвижной дом (Самара, 1996)
- Книга просьб, жалоб и предложений (Москва, 2002)
- Побочные действия (Москва, 2009)
- Куда глаза глядят (Шупашкар, 2013)
- Фарфоровая свадьба в Праге (Самара, 2013)
- Своим ходом: после очевидцев / Виталий Лехциер; предисл. Д. Ларионова; послесл. Н. Савченковой. — М.: Новое литературное обозрение, 2019. — 192 с. (Серия «Новая поэзия»).[10][11]

## Отзывы
Поэзия Виталия Лехциера кажется странной, провокативной — именно потому, что лишена присущих новейшей культуре (да и предшествующей, и предшествующей той, что предшествовала) атрибутов провокативности. Перед нами очень неожиданно встретившиеся — нет, не стили, не поэтические языки, не дискурсы, даже не типы мировосприятия, — способы самоорганизации того, кто ныне стоит на месте лирического «я». Изысканность, тотальность культурной памяти, существующая в обломках поэтической речи — это лишь часть того мыслительного аппарата, который должен уравнивать Уорфа, Сепира, Мерло-Понти — и не столько даже речевые модальности обыденного фона (это сделано и конкретизмом, и концептуализмом), — но саму обыденную деятельность говорящего «я», с его рисом, который необходимо перемешать в дуршлаге. Субъект поэтического говорения отказывается от последней степени величия, ныне возможной, — а именно падения, — оставаясь актантом. И тем самым он демонстрирует существование, становящееся чудесным образом поэзией
Данила Давыдов. Предисловие к книге «Фарфоровая свадьба в Праге»

Лехциер предлагает не воспарить над этой суетой, а найти поэзию, скрытую в ней самой. Для этого нужно вслушаться в ритм этого мельтешения и вглядеться в его цветовой поток. Стихи поэта из Самары буквально переполнены упоминаниями современных реалий, репликами от женского или мужского лица… Эти слова и образы как будто не принадлежат сознанию говорящего, они — неизвестно чьи, отъединены друг от друга и существуют по отдельности. Рассказчик или герой стихотворений Лехциера не воспарил, но словно бы вынес себя за скобки. Оттуда, из-за скобок, он рассматривает мир, ускользающий из-под любого контроля и живущий по своим законам. Стихи Лехциера населены персонажами, которые вступают в диалог с рассказчиком — но мы о них ничего не знаем и можем только угадывать, каковы они. Кажется, что любовь Лехциера к трехстрочным строфам — его личный оммаж Данте, который написал «Божественную комедию» терцинами. Содержание новой книги поэта можно пересказать одной фразой: вот такое у нас чистилище, но, не пройдя его, невозможно попасть в рай.
Илья Кукулин Предисловие к книге «Фарфоровая свадьба в Праге»

Скучным и малообразованным людям приятно полагать (наверное, таким образом они надеются оправдать свое невежество), что поэзия и философия плохо совместимы. Виталий Лехциер — поэт и философ. Разумеется, не в том смысле, что он пишет некую специальную «философскую поэзию», каковой, как я сильно подозреваю, вообще, не существует в природе, а в том смысле, что его стихи — это стихи человека, который умеет (и привык!) думать. Редкое качество, между прочим! И это также стихи человека, чрезвычайно открытого миру. Что бывает ещё реже. А если добавить, что этот открытый миру человек с тренированными мозгами ещё и пишет настоящие стихи, то получится что-то совсем редкое: собственно поэт Виталий Лехциер.
Дмитрий Веденяпин Предисловие к книге «Фарфоровая свадьба в Праге»